# Ganagobie
 Ganagobie  es una población y comuna francesa, situada en la región de Provenza-Alpes-Costa Azul, departamento de Alpes de Alta Provenza, en el distrito de Forcalquier y cantón de Peyruis.

## Demografía
| 10 | 121 | 50 | 64 | 75 | 91 |
| Para los censos de 1962 a 1999 la población legal corresponde a la población sin duplicidades (Fuente: INSEE [Consultar]) |     |    |    |    |    |